# Vchynice
Obec Vchynice (název pomnožný, německy Wchinitz) se nachází 2 km západně od Lovosic v okrese Litoměřice v Ústeckém kraji. Žije v ní 335 obyvatel. Součástí obce je i vesnice Radostice.
Ves odedávna vlastnili Vchynští ze Vchynic, později Vchyničtí ze Vchynic a Tetova. Název vsi se pravděpodobně vyskytoval i v podobách Chynice a Kinice, od této varianty názvu je odvozeno jméno českého šlechtického rodu Kinských. Oldřich Vchynský (Kinský), který se 23. května 1618 podílel na svržení dvou císařských úředníků z oken Pražského hradu, bývá psán v obou variantách. 

## Historie
První písemná zmínka o obci pochází z roku 1293.
Na úvod sedmileté války byla dne 1. října 1756 u vesnice svedena mezi pruskou a habsburskou armádou bitva u Lovosic. Přímo ve Vchynicích se tehdy nalézal velitelský štáb pruského krále Fridricha II.
Roku 2008 zde byl při stavbě dálnice D8 objeven neolitický rondel kultury s vypíchanou keramikou datovaný do doby asi 4500 př. n. l.

## Obyvatelstvo
|                                                       | 1869 | 1880 | 1890 | 1900 | 1910 | 1921 | 1930 | 1950 | 1961 | 1970 | 1980 | 1991 | 2001 | 2011 |
| ----------------------------------------------------- | ---- | ---- | ---- | ---- | ---- | ---- | ---- | ---- | ---- | ---- | ---- | ---- | ---- | ---- |
| Obyvatelé                                             | 250  | 288  | 297  | 382  | 432  | 355  | 350  | 335  | 355  | 339  | 304  | 258  | 277  | 272  |
| Domy                                                  | 44   | 45   | 46   | 51   | 57   | 58   | 71   | 97   | 109  | 95   | 94   | 102  | 107  | 104  |
| Data z roku 1961 zahrnují domy místní část Radostice. |      |      |      |      |      |      |      |      |      |      |      |      |      |      |

## Pamětihodnosti
- Kaple svatého Jana Nepomuckého z roku 1764
- Socha svatého Václava

## Galerie

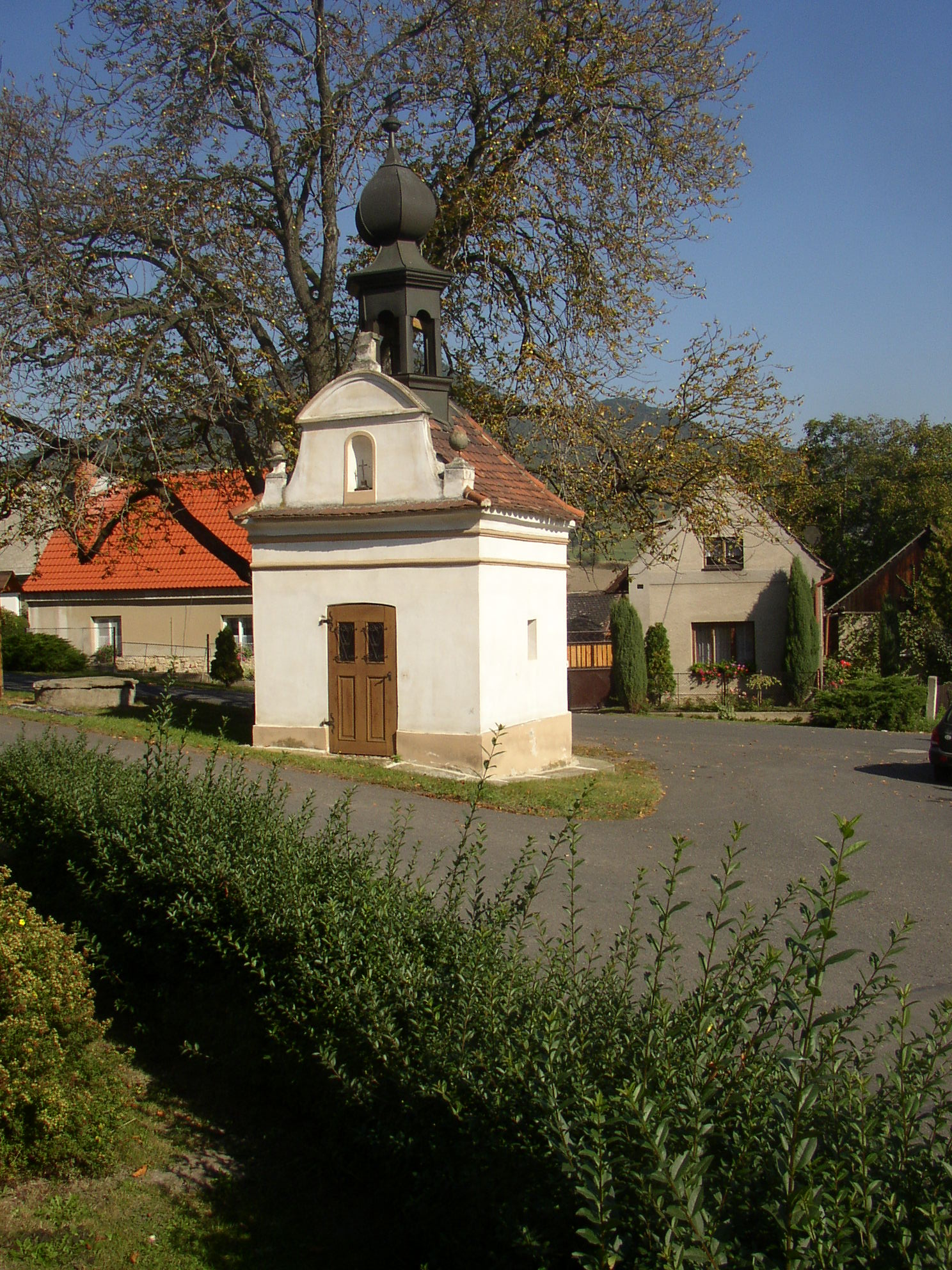
Kaple na návsi ve Vchynicích
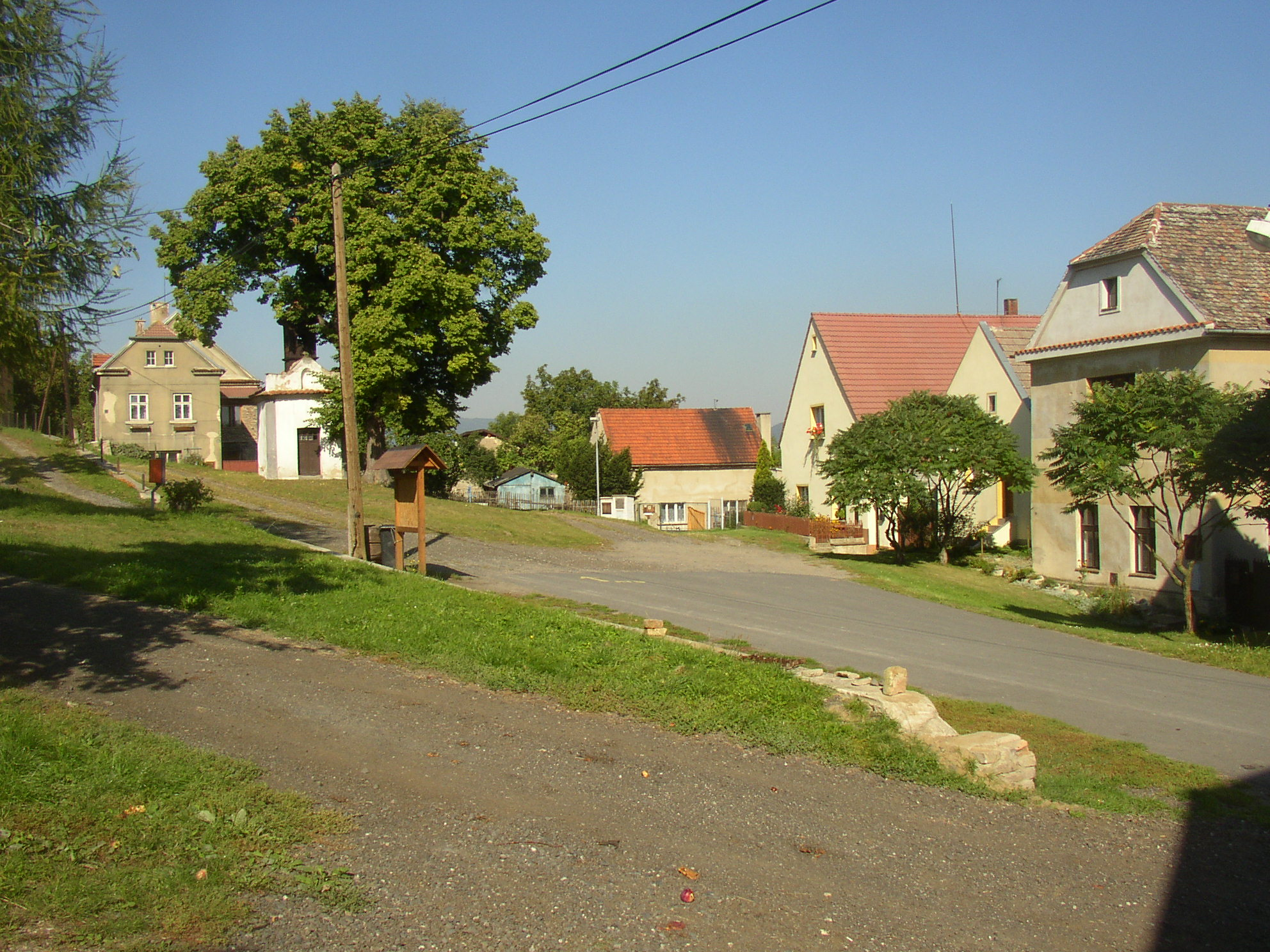
Náves v místní části Radostice
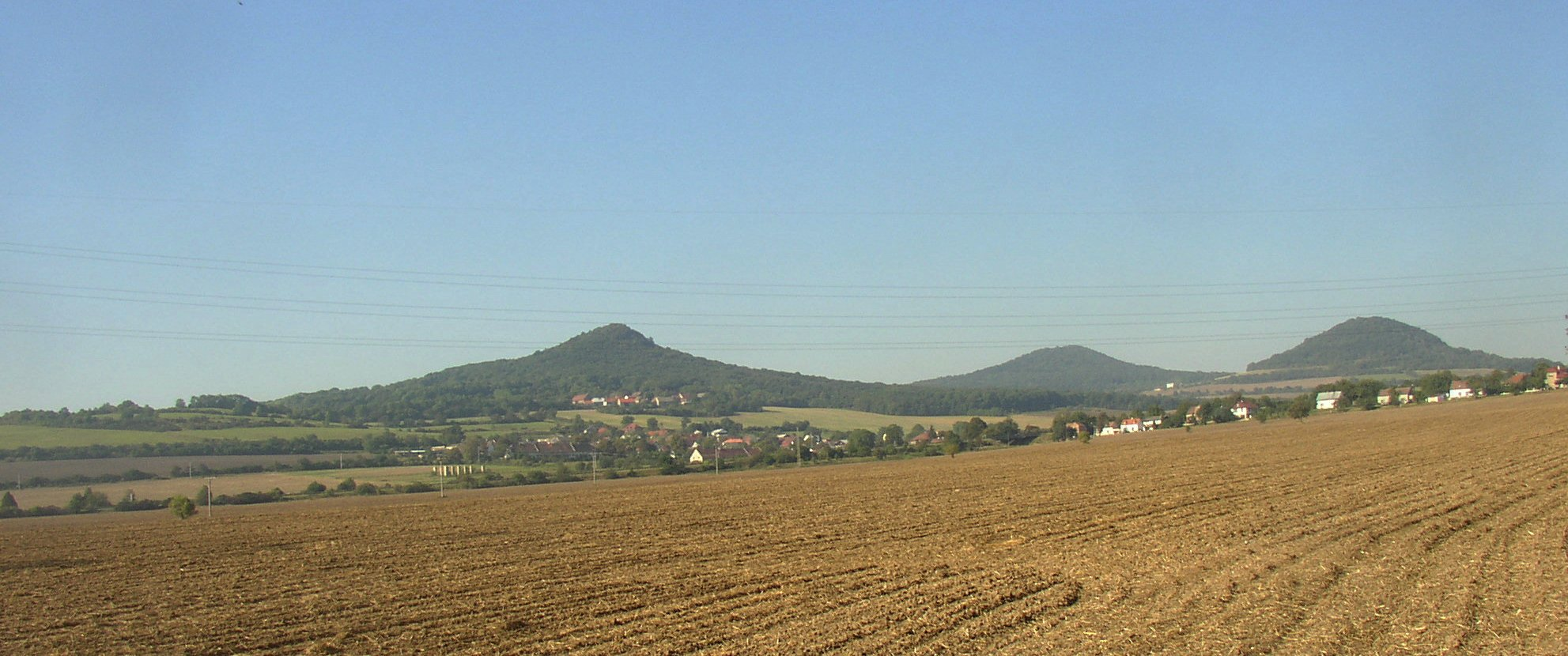
Vchynice při pohledu od Lovosic, nad nimi na úbočí vrchu Ovčína Radostice